# Leidya bimini
Leidya bimini là một loài chân đều trong họ Bopyridae. Loài này được Pearse miêu tả khoa học năm 1951.